# Tropeço
Tropeço es una freguesia portuguesa del concelho de Arouca, con 9,40 km² de superficie y 1.297 habitantes (2001). Su densidad de población es de 138,0 hab/km².